# ماهی‌خورک طوق‌حنایی
 ماهی‌خورک طوق‌حنایی (نام علمی: Actenoides concretus) نام یک گونه از زیرخانواده ماهی‌خورک درختی است.